# 함자 예를리카야
함자 예를리카야(튀르키예어: Hamza Yerlikaya, 1976년 6월 6일~)는 튀르키예의 레슬링 선수, 정치인이다. 올림픽에서 2회 우승, 세계 레슬링 선수권 대회에서 3회 우승을 달성했다. 은퇴 후에는 튀르키예 레슬링 연맹 회장을 지냈고, 정치에 입문하여 정의개발당 당원으로 활동했다.

## 수상

### 수훈
- 튀르키예 공화국 국가공로메달(1997년)